# Live Work & Play
Live Work & Play ist ein Jazzalbum von Caroline Davis. Die am 30. März und 13. April 2012 in den Minbal Studios, Chicago, entstandenen Aufnahmen erschienen 2012 auf dem Label Ears and Eyes Records.

## Hintergrund
Die in den 2010er-Jahren in Chicago arbeitende Musikerin Caroline Davis spielte (nach einem ersten Album mit dem Gitarristen Dave Miller, das 2011 im Eigenverlag erschien) ihr Debütalbum unter eigenem Namen mit drei weiteren Chicagoer Musikern ein, dem Gitarristen Mike Allemana, mit dem Bassisten Matt Ferguson und dem Schlagzeuger Jeremy Cunningham. Die Kompositionen stammen von Davis, abgesehen von je einem Stück von Alkemana und Cunningham, außerdem zwei Jazzstandards, nämlich Billy Strayhorns „Blood Count“ und Charlie Parkers „Cheryl“.

## Titelliste
- Caroline Davis: Live Work & Play[1]

1. Kowtow 8:22
2. Passive Cloud 5:20
3. Blood Count (Strayhorn) 5:05
4. Dionysus 6:00
5. Old Rims (Cunningham) 2:03
6. Shiny Rims 2:22
7. Real Rims, For Kalvin 4:46
8. Craftsmanship and Emptiness, for Rumi 6:06
9. The Academeci Freedom Suite, Part 1 (Allemana) 7:30
10. Cheryl (Parker) 7:20

Wenn nicht anders vermerkt, stammen die Kompositionen von Caroline Davis.

## Rezeption
Nach Ansicht von Mark F. Turner, der das Album in All About Jazz rezensierte, wecke das fesselnde Debütalbum von Caroline Davis große Neugier; ihre Fähigkeiten als Musikerin und Bandleaderin würden nicht einfach nur eine weitere neue Stimme [im Jazz] ankündigen, sondern eine, die stark fokussiert sei und an eine andere beeindruckende Chicagoerin erinnerte, die Saxophonistin Matana Roberts. Hervorhebenswert sei nicht nur Davis’ gefühlvoll fließendes Spiel, sondern auch ihr engmaschig spielendes Quartett, das sich Davis’ intelligente Kompositionen durcharbeite, wie auch eine hell klingende Wiedervorstellung von Billy Strayhorns „Blood Count“, wobei sie Einfallsreichtum und Kraft zeigten.

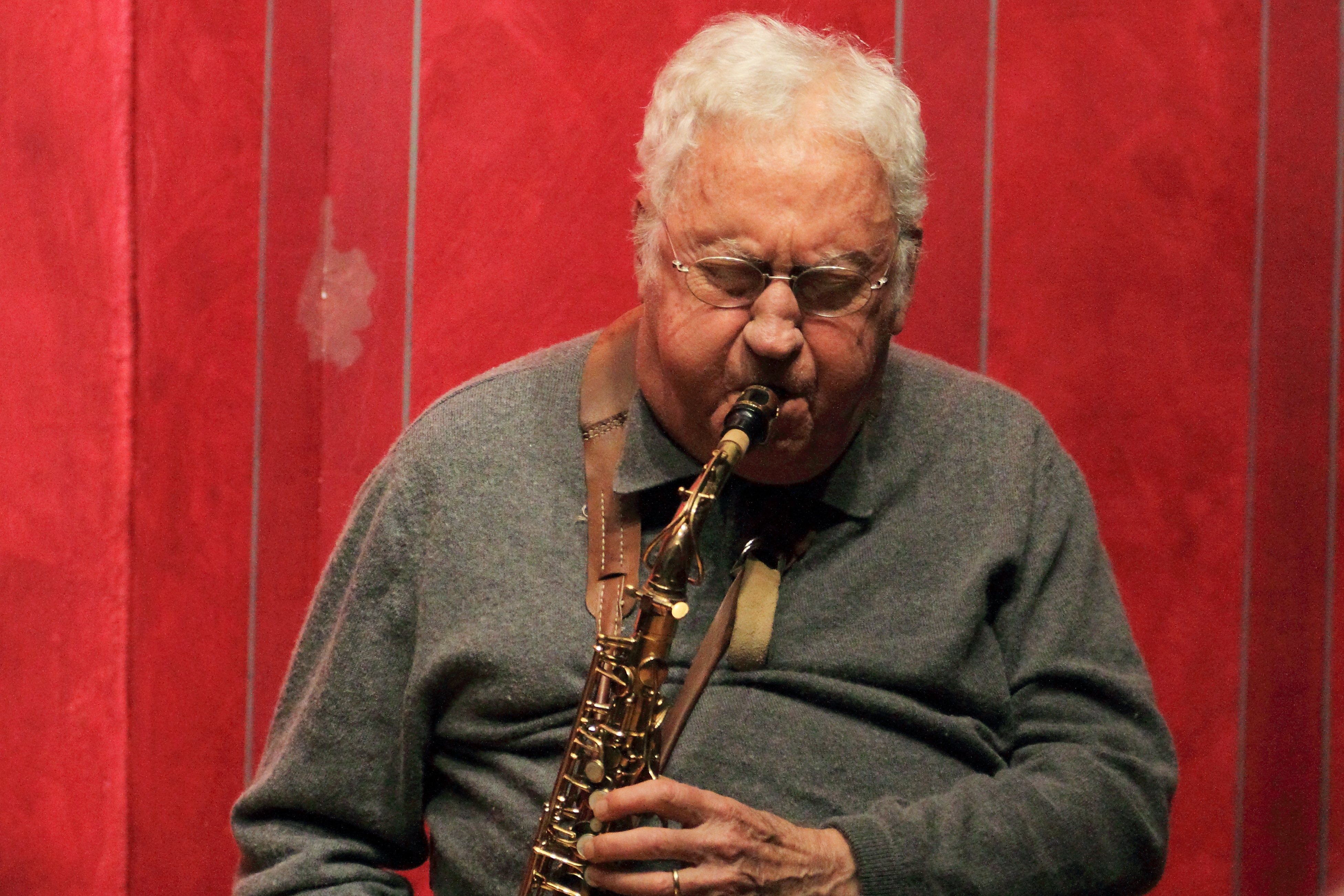
Lee Konitz bei einem Auftritt mit Florian Weber im Roten Saal des Deutschordenschlosses Bad Mergentheim 2015

Jon Turney schrieb in London Jazz News, Caroline Davis zitiere in ihrem Spiel Wayne Shorter und Lee Konitz als ihre Haupteinflüsse und teile mit diesen versierten alten Meistern eine schräge Linienführung und eine leichte Strenge im Ton. Wie bei Short und Konitz sei auch ihr Ansatz besinnlich; hier gebe es kein Durchlaufen von Licks: Jede Notenwahl klinge durchdacht, selbst bei schnelleren Tempi. Dennoch würde die Musik nichts Akademisches haben; Ferguson und Cunningham drängten die Saxophonistin, die ständig Tonlängen und Phrasenformen variiere, um kleine Überraschungen zu produzieren. Das Repertoire reiche von bluesigen, mittelschnellen Stücken bis hin zu impressionistischeren Einstellungen für melodische Extemporierung. Dies sei eine durchweg interessante Aufnahme, mit viel Raum für den Gitarristen, mal in überschwänglichem Kontrapunkt, mal unisono mit Davis. Alles in allem ein Beweis dafür, dass aus Amerikas zweitgrößter Stadt immer noch hervorragender Jazz hervorgehe.
Martin Johnson schrieb in Bandcamp Daily, groß, hell und bluesig, das sei Davis’ Ode an die Jamsessions von Von Freeman, die entscheidend für ihre Entwicklung als Musikerin waren. Die Harmonie, der Enthusiasmus und der Funk der Band würden direkt nach Chicagos South Side klingen und ein warmes Gemeinschaftsgefühl vermitteln. Davis’ Spiel sei rau und gefühlvoll, genau wie das ihres Mentors.